# 馬斯晨
馬斯晨（英語：Season Ma），1980年代香港電影女演員，首部電影為《投奔怒海》，並因此電影獲得香港電影金像獎新人獎。除了為電影演員外，也做過場記、副導演等工作。她也為香港樂壇出了一分力，曾為Beyond的兩首歌曲填詞。她在1990年代開始消聲匿跡。雖然外型嬌小，於演藝圈並無優勢，但她演技精湛，在幕前和幕後都為電影出一分力，雖然離開影壇多年，但仍然為香港觀眾留下深刻印象。作者林燕妮曾於著作《死在昨日》中讚賞她是一個可扮演不同角色的好演員。

## 入行經過
在1980年代初，馬斯晨是一個熱愛電影的少女，每晚都與一班青年在尖沙咀萬麗酒店的Patio咖啡室聚會，為電影或音樂做一點事。除了馬斯晨外，Beyond的黃家駒、黃家強兄弟、導演邱禮濤也是聚會的常客，而劉倩怡是偶爾出現的一份子。在1982年，她受到導演許鞍華的注意，被邀請拍攝電影《投奔怒海》，一炮而紅，更於第二屆香港電影金像獎同時獲提名最佳女演員和最佳新人。

## 電影[3]

### 獎項
- 1983年：憑《投奔怒海》獲第二屆香港電影金像獎最有前途新人[4]

### 提名
- 1983年：憑《投奔怒海》提名第二屆香港電影金像獎最佳女主角 (最後由林碧琪憑《靚妹仔》奪得)[4]
- 1987年：憑《聽不到的說話》提名第六屆香港電影金像獎(最後由張艾嘉憑《最愛》奪得)[5]、亞太影展最佳女主角

### 演員
| 首播   | 劇名                | 角色           | 同劇演員                             | 性質                                       |
| 1982年 | 投奔怒海            | 阮琴娘         | 林子祥、劉德華、繆騫人               | 憑此片奪得第二屆香港電影金像獎最有前途新人 |
| 1983年 | 花城                | 美蘭           | 周潤發、鄭裕玲、夏文汐、張國柱       |                                            |
| 1984年 | 大小不良            |                | 张艾嘉                               |                                            |
| 1984年 | 貓頭鷹與小飛象      | Bonnie Leung   | 林子祥、洪金寶、楊紫瓊、葉德嫻       |                                            |
| 1985年 | 夏日福星            | 阿斯           | 洪金寶、曾志偉                       |                                            |
| 1986年 | 聽不到的說話        | 香小貴（香雞） | 劉青雲、樊少皇、張耀揚               |                                            |
| 1986年 | 癲佬正傳            | 幼稚園呂老師   | 馮淬帆、葉德嫻、秦沛、梁朝偉、周潤發 |                                            |
| 1988年 | 皇家師姐III雌雄大盜 | 餐廳侍應       | 楊丽菁、藤冈弘、西脇美智子           |                                            |
| 1989年 | 第一繭              | 馬玉鳳         | 吳家麗、林建明、劉德華               |                                            |
| 1989年 | 不脫襪的人          |                | 張曼玉、鍾鎮濤、顾美华               |                                            |

### 副導演
- 1985年：《女人心》
- 1987年：《龍兄虎弟》
- 1987年：《美男子》
- 1988年：《雙肥臨門》
- 1990年：《人在紐約》

### 場記
- 1983年：《花城》

## 《香港電台電視部》劇集
- 1983年：《溫馨集》 之 《拔河》
- 1987年：《小說家族》 之 《像我這樣的一個女子》
- 1987年：《獅子山下》 之 《載譽歸來》

## 填詞
- 〈昨日的牽絆〉(收錄在Beyond《秘密警察》中)[6]
- 〈九十年代的憂傷〉(收錄在Beyond《大地》中)[7]

## 近況
自1990年代，她便在香港影壇消聲匿跡了。她有一個法籍丈夫和兒子。網上傳聞她曾經在天后開設了沖灑店，但現已倒閉。另外，她的丈夫在中環蘇豪區開設餐廳。到目前為止，她最後一次的公開露面是在2004年的七一大遊行，並與兒子和多年好朋友張承勷同行。
近年她在銅鑼灣地區經營有機蔬果及食品零售業務（樓上鋪），作風低調。